# Plastic Tree
Plastic Tree (プラスティック トゥリー) é uma banda japonesa de rock do movimento visual kei fundada em 1993. Formada em Chiba por Ryutaro Arimura e Tadashi Hasegawa, também contam com guitarrista Akira Nakayama e o baterista Kenken Sato.
Em 1995, lançaram seu primeiro EP e dois anos depois entraram em uma gravadora major. Na metade do ano de 2006, a banda partiu em sua primeira turnê fora do Japão, passando por Helsinque, Berlim e Paris. Além dos elementos do visual kei influenciados pelo rock, a banda também conta com grande influência do rock alternativo britânico.

## Carreira

### 1993–1996: Formação e anos independentes

Logotipo da banda

Plastic Tree foi formada em dezembro de 1993 em Chiba pelo vocalista Ryutaro e baixista Tadashi, originalmente com o nome CAM-FLAGE, alterado para NTT FUCKS depois. Mais tarde, após a entrada do guitarrista Akira e baterista Koji, foi finalmente renomeada para Plastic Tree, com o objetivo de combinar duas palavras que soem como "algo abstrato e natural", segundo Ryutaro. Sua primeira apresentação ao vivo foi realizada no ano seguinte no Club Gio em Ichikawa e seguiram distribuindo algumas fitas demo em seus shows. Após Koji ser substituído por Shin em 1995, o grupo lançou seu primeiro EP Strange Fruits -Kimyou na Kajitsu-. Em 1996 abriram o fã clube oficial Jellyfish Breed e trocaram novamente de baterista, com a entrada de Takashi. Após conseguirem contrato com um grande selo, a Warner Music Japan, fizeram sua última turnê como banda independente, a Innocent Picture Show.

### 1997–2005: Estreia em uma gravadoramajor

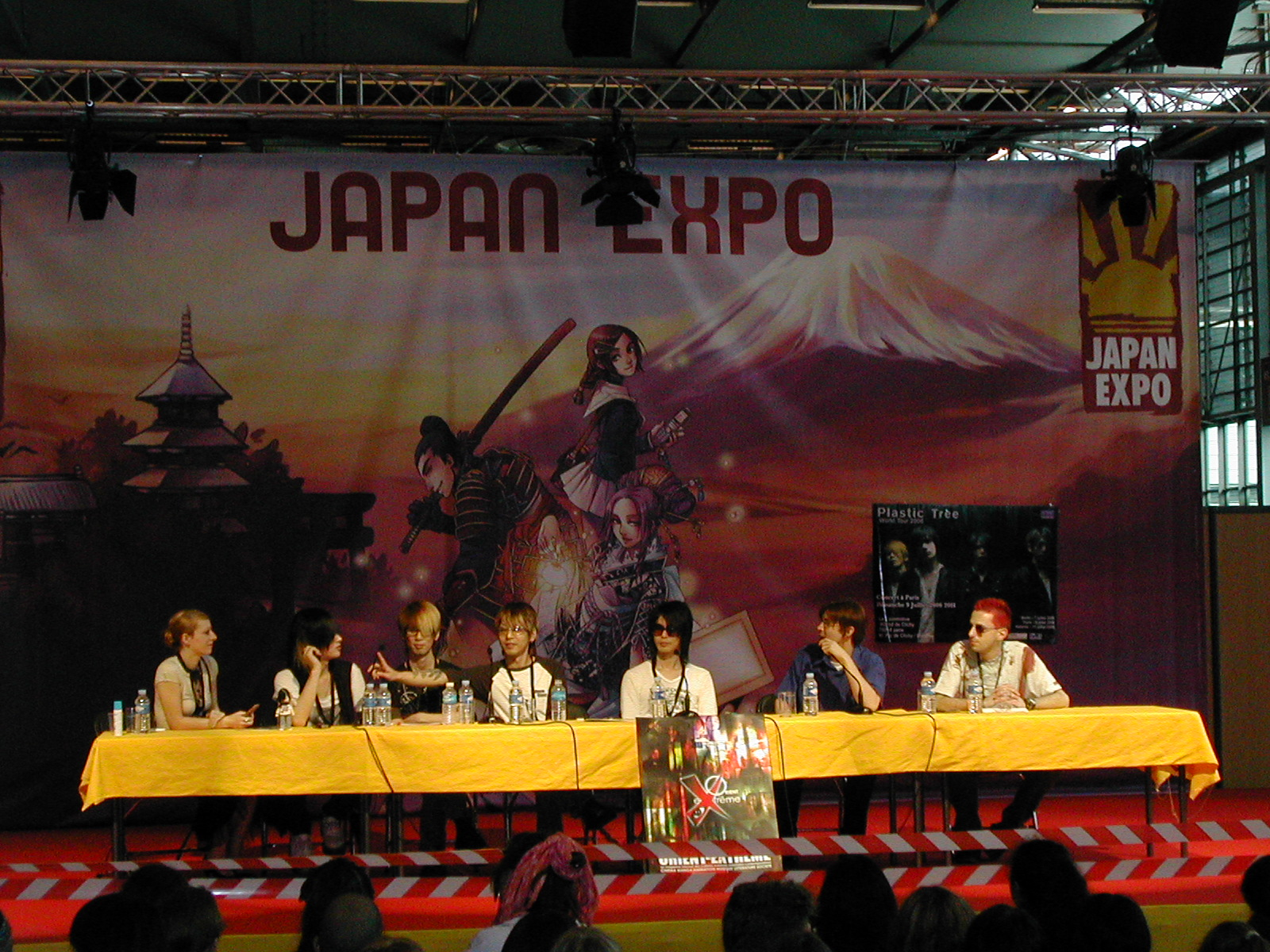
Plastic Tree no Japan Expo 2006 em Paris.

Em 25 de junho de 1997 lançaram o seu primeiro single Warate Mado sendo também seu primeiro lançamento em uma grande gravadora. O álbum Hide and Seek foi lançado semanas depois acompanhado de uma turnê nacional em promoção. O grupo afirma que se estabeleceu como banda com o álbum Puppet Show (agosto de 1998). Em 2000, renomearam seu fã clube para Sickroom e apresentaram uma mudança em sua musicalidade com o álbum Parade. No ano seguinte, o contrato do Plastic Tree com a Warner expirou e como banda independente mais uma vez, lançaram o single "Chiryuku bokura". Além disso, Ryutaro precisou de uma cirurgia para tratar pólipos vocais e Takashi deixou a banda, sendo substituido por Hiroshi Sasabuchi em 2002. Neste ano, alteraram levemente seu estilo para o pop rock com o lançamento de Traumerei. Em 2003, entraram na Sick Room Records, subsidiária da Universal e lançaram o single "Mizuiro Girlfriend". Em 2004, lançaram o álbum cell. com um novo engenheiro de gravação e seu fã clube retomou o nome original, Jellyfish Breed. Também deixaram a Universal e retornaram no ano seguinte. Três singles consecutivos foram lançados em 2005 e após três meses sem realizar apresentações ao vivo, Ryutaro afirmou que estava com "abstinência de shows". No final do ano foi lançado o single "Kuchuu Buranko".

### 2006–2012: Expansão mundial
Em 2006, uma expansão internacional se tornou viável após o single "Namida Drop", lançado em 10 de maio e ranqueado na 33° posição na Oricon, se tornar tema de encerramento do anime Glass no Kantai. Em julho, embarcaram em sua primeira turnê fora do Japão, que contou com shows na França, Alemanha, Finlândia e incluía uma apresentação no México, que foi cancelada. Em 2007, após o Plastic Tree se apresentar no gigante Nippon Budokan, se juntaram a uma gravadora dedicada a bandas visual kei, a Akatsuki.
Após um show limitado ao fã clube em 19 de março de 2009, Sasabuchi deixa a banda depois tocar nela por sete anos. Sua saída levou o primeiro, e único até agora, show do Plastic Tree no Brasil a ser cancelado. Em 17 de julho, Kenken Sato, que já foi baterista suporte da banda, estreou como novo baterista. Desde a sua formação 4 bateristas já passaram pela banda. Em 2010, o single Moonlight foi lançado em julho. No final do ano, Ryutaro foi diagnosticado com síndrome de Guillain-Barré e duas apresentações em dezembro, em Tóquio, precisaram ser canceladas. Em 2011, lançaram o álbum Ammonite e participaram do álbum V-Rock Disney, onde bandas visual kei apresentam covers de canções da Disney.
No começo de março de 2012, Kenken foi hospitalizado devido a hepatite aguda. Um baterista suporte participou da decorrente turnê do Plastic Tree. Após de um mês, ele retomou suas atividades com a banda e participou do show no Nippon Budokan, em 14 de abril. No final do ano, em 12 de dezembro, o álbum Ink foi lançado. Além disso, Hide and Seek foi regravado.

### 2013–presente: Comemorações aos 20 anos de carreira
Após o lançamento de Ink, no ano seguinte saíram em turnê nacional em promoção ao álbum simplesmente nomeada Ink Tour, onde se apresentaram pela primeira vez no Teatro das Artes de Yokosuka. Em 2014, o mini álbum echo foi lançado e embarcaram na turnê que definitivamente comemorou seus 20 anos de carreira, de março a maio. Em 23 de dezembro de 2015, lançaram o álbum Hakusei (剥製).
Em 2016, o single "Silent Noise" foi usado como música tema do jogo para Playstation Vita Collar X Malice. Participaram do festival sediado pela banda X Japan, Visual Japan Summit, no dia 15 de outubro. Em novembro, Ryutaro iniciou carreira solo com o lançamento do EP demo.
Em comemoração aos 20 anos desde sua estreia em uma grande gravadora, um álbum tributo ao Plastic Tree foi lançado em 2017. Intitulado Plastic Tree Tribute ~Transparent Branches~, contou com a participação de Mucc, Kiyoharu, LM.C, Aikawa Nanase, entre outros. O Plastic Tree também participou do álbum de tributo ao Mucc mais tarde naquele ano, com um cover de "Ryuusei". Em 2018, lançaram seu décimo quarto álbum, doorAdore, acompanhado de uma turnê com 19 datas pelo Japão.
Em 25 de março de 2020, lançaram o décimo quinto álbum Juusshoku teiri. A ambiciosa edição limitada deste álbum incluiu 10 CDs. Em junho iniciaram a série de apresentações online por livestream "Peep Plastic Partition". Em um show no Zepp DiverCity em 29 de abril de 2023, anunciaram sua primeira canção inédita em três anos: "Azabana", lançada como single em 19 de julho. A edição física e limitada do single acompanhará um encarte com 60 fotos tiradas por Takahisa Nakano. Em apoio ao single, embarcaram na turnê nacional chamada Aza to Hana de setembro a outubro.

## Estilo musical
Plastic Tree afirma que foi consideravelmente influenciada por bandas britânicas como Radiohead, The Smiths e principalmente The Cure. Uma característica marcante e de reconhecimento da banda é a melódica e suave voz de Ryutaro. Tadashi possui o papel de ser o líder da banda.

## Membros
- Ryutaro Arimura (有村竜太朗) – vocais, guitarra (1993–presente)
- Tadashi Hasegawa (長谷川正) – baixo (1993–presente)
- Akira Nakayama (中山明) – guitarra (1993–presente)
- Kenken Sato (佐藤ケンケン) – bateria (2009–presente)

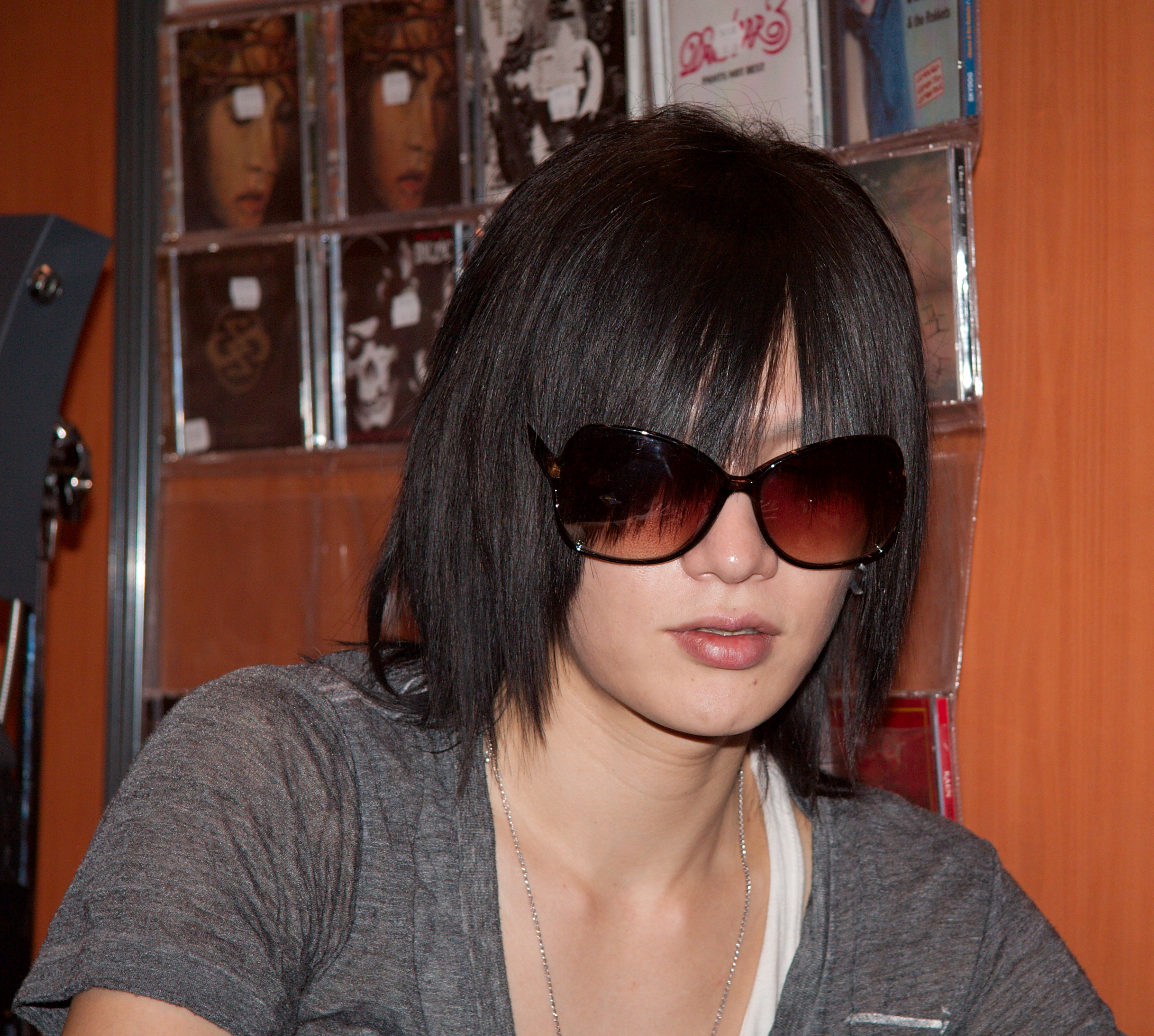
Ryutaro Arimura
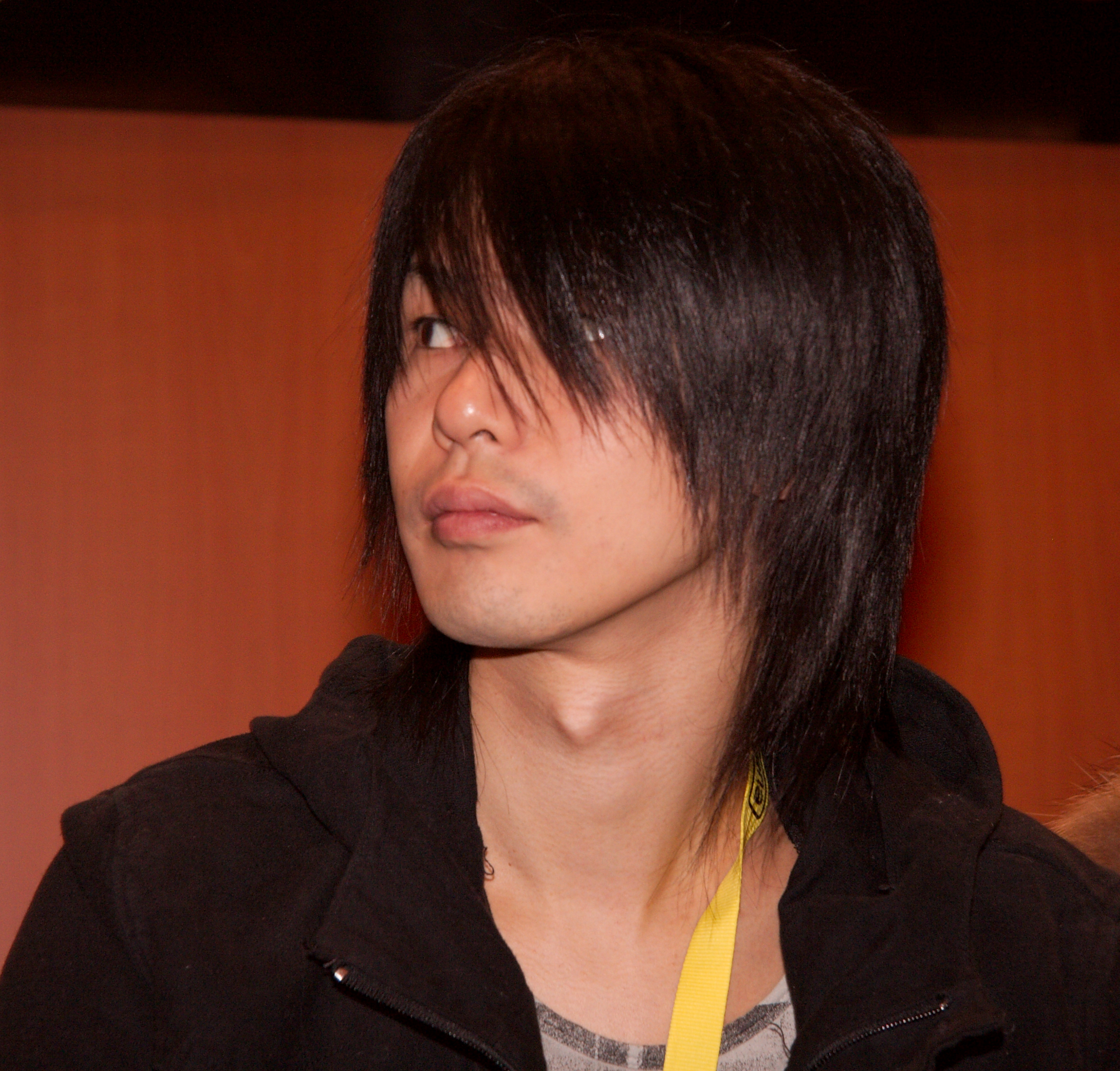
Tadashi Hasegawa
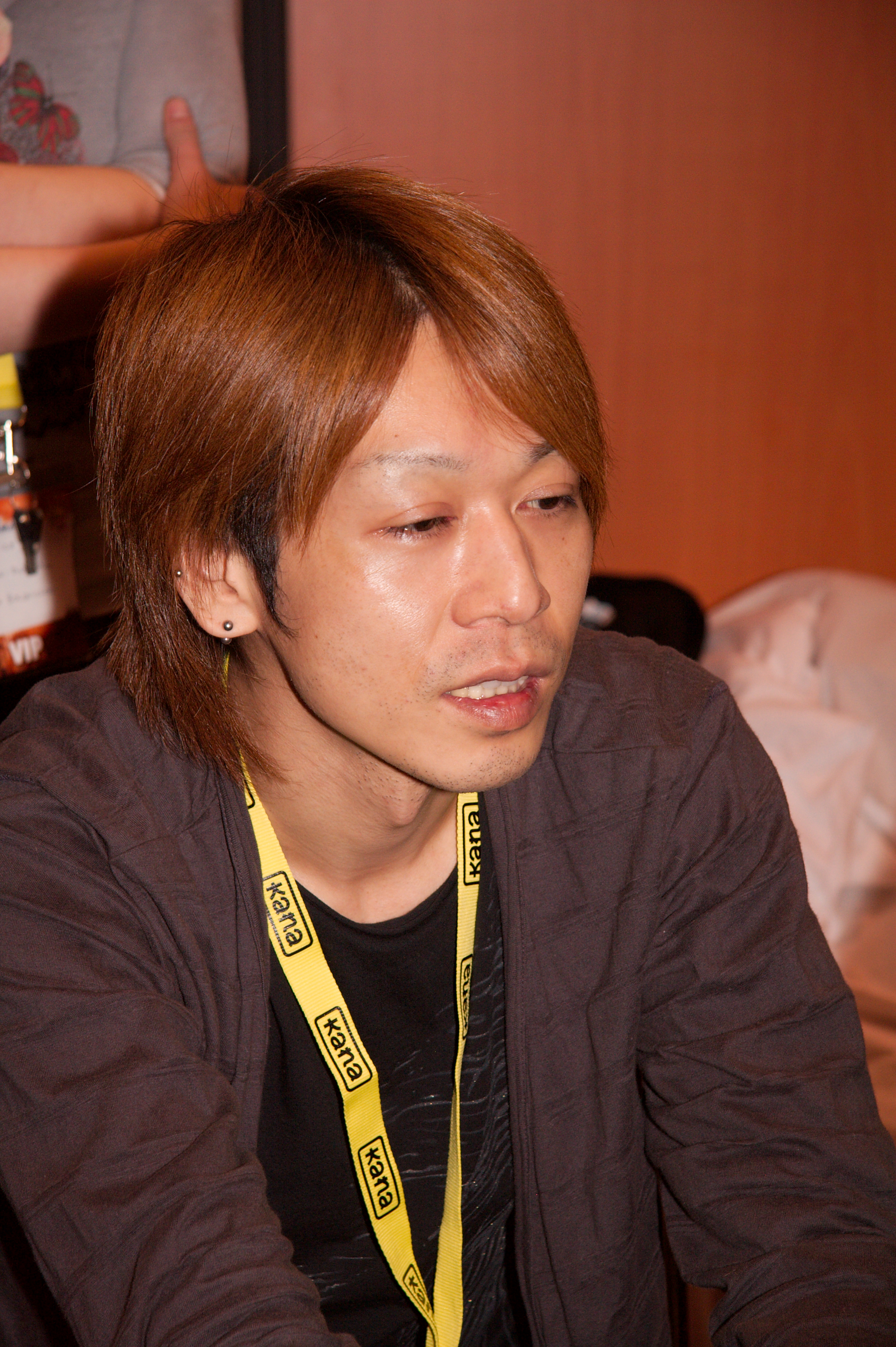
Akira Nakayama

### Ex-integrantes
- Hiroshi Sasabuchi (笹渕啓史) – bateria (2002–2009)
- Takashi – bateria (1996–2001)
- Shin – bateria (1995–1996)
- Koji – bateria (1993–1994)

## Discografia

### Álbuns
| Título                                                          | Lançamento             | Posição na Oricon |
| --------------------------------------------------------------- | ---------------------- | ----------------- |
| Strange Fruits -Kimyou na Kajitsu- (strange fruits-奇妙な果実-) | 11 de dezembro de 1995 | -                 |
| Hide and Seek                                                   | 10 de julho de 1997    | -                 |
| Puppet Show                                                     | 26 de agosto de 1998   | 50                |
| Parade                                                          | 23 de agosto de 2000   | 19                |
| Traumerei (トロイメライ)                                        | 21 de setembro de 2002 | 39                |
| Shirochronicle (シロクロニクル)                                 | 22 de outubro de 2003  | 32                |
| cell.                                                           | 25 de agosto de 2004   | 34                |
| Chandelier (シャンデリア)                                       | 28 de junho de 2006    | 23                |
| Nega to poji (ネガとポジ)                                       | 27 de junho de 2007    | 36                |
| Utsusemi (ウツセミ)                                             | 24 de setembro de 2008 | 9                 |
| Dona Dona (ドナドナ)                                            | 23 de dezembro de 2009 | 28                |
| Ammonite                                                        | 3 de abril de 2011     | 9                 |
| Ink (インク)                                                    | 12 de dezembro de 2012 | 22                |
| Hakusei (剥製)                                                  | 23 de dezembro de 2015 | 17                |
| doorAdore                                                       | 7 de março de 2018     | 14                |
| Juusshoku teiri (十色定理)                                      | 25 de março de 2020    | 30                |

### Singles
- 「リラの樹」　rira no ki (25/09/1996)
- 「割れた窓」　wareta mado (25/06/1997)
- 「本当の嘘」　hontou no uso (15/02/1998)
- 「絶望の丘」　zetsubou no oka (25/06/1998)
- 「トレモロ」　tremolo (10/03/1999)
- 「Sink」 Sink (25/08/1999)
- 「ツメタイヒカリ」　 tsumetai hikari (10/12/1999)
- 「スライド」　slide (19/04/2000)
- 「ロケット」　rocket (12/07/2000)
- 「プラネタリウム」　planetarium (07/01/2001)
- 「散りユク僕ラ」　chiriyuku bokura (14/09/2001)
- 「蒼い鳥」　aoi tori (26/06/2002)
- 「バカになったのに」　baka ni natta noni (21/05/2003)
- 「もしもピアノが弾げたなら」　moshimo piano ga hiketa nara (25/06/2003)
- 「水色ガールフレンド」　mizuiro girlfriend (01/10/2003)
- 「雪蛍」 yuki hotaru (12/01/2004)
- 「春咲 センチメンタル」 harusaki sentimental (10/03/2004)
- 「メランコリック」　melancholic (28/07/2004)
- 「賛美歌」 sanbika (11/05/2005)
- 「名前のない花」 namae no nai hana (12/10/2005)
- 「Ghost」　Ghost (16/11/2005)
- 「空中ブランコ」 kuuchuu buranko (14/12/2005)
- 「ナミダ ドロップ」 namida drop (10/05/2006)
- 「スピカ」 spica (23/01/2007)
- 「真っ赤な糸」 makka na ito (16/05/2007)
- 「アローンアゲイン、ワンダフルワールド」 alone again, wonderful world (2008/04/09)
- 「リプレイ/DOLLY」 replay/dolly (2008/08/13)
- 「梟」 Fukurou (10/06/2009)
- 「サナトリウム」 sanatorium (28/10/2009)
- 「ムーンライトーーーー。」 moonlight----. (28/07/2010)
- 「みらいいろ」 mirai iro (15/12/2010)
- 「静脈」Joumyaku (29/02/2012)
- 「くちづけ」Kuchizuke (20/062012)
- 「シオン」 Shion (05/09/2012)
- 「瞳孔」Doukou (04/09/2013)
- 「マイム」 Mime (03/09/2014)
- 「スロウ」 Slow (04/03/2015)
- 「落花」Rakka (02/09/2015)
- 「サイレントノイズ」 Silent Noise (17/08/2016)
- 「念力」 Nenriki (25/01/2017)
- 「雨中遊泳」Uchuu Yuuei (21/06/2017)
- 「インサイドアウト」Inside Out (25/07/2018)[33]